# Heliosphäre
Die Heliosphäre (von altgriechisch ἥλιος helios und σφαῖρα sphaira, gemeinsam „Sonnenkugel“) ist die Astrosphäre der Sonne. Sie bezeichnet im Weltraum einen weiträumigen Bereich um die Sonne, in dem der Sonnenwind mit seinen mitgeführten Magnetfeldern wirksam ist. In diesem Bereich verdrängt der Teilchenstrom der Sonne das interstellare Medium. Die Umlaufbahnen der Planeten liegen weit innerhalb.

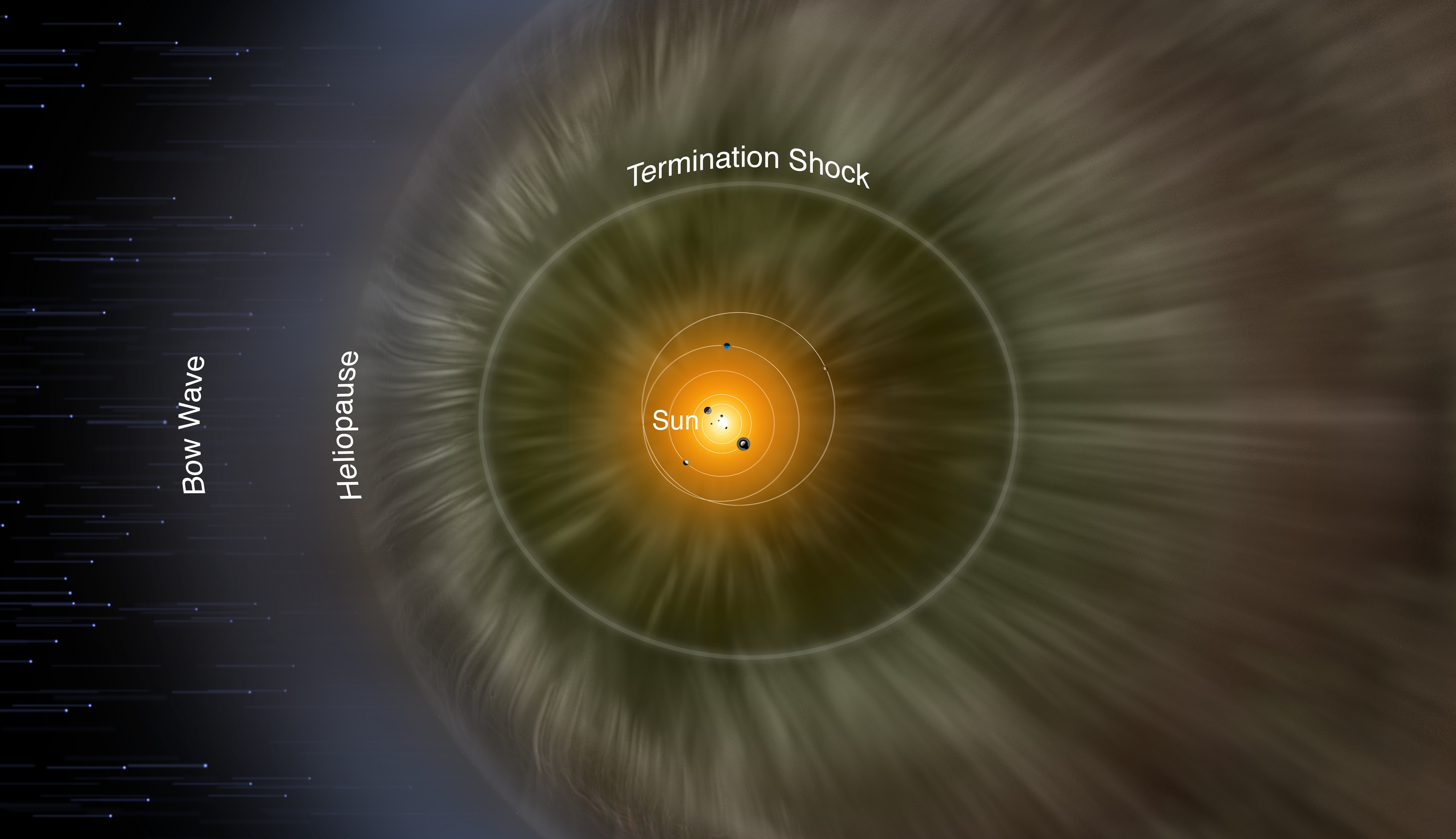
Die Heliosphäre unter dem Einfluss des interstellaren Mediums mit den Bahnen der Planeten und des Pluto. Sie wird durch die Heliopause begrenzt. Inwieweit sie verformt ist und einen langen „Helioschweif“ hat, ist unklar. Das interstellare Gas staut sich vermutlich zu einer Bugwelle (bow wave), nicht aber zu einer Stoßwelle (bow shock).

## Ursache
Das Sonnensystem ist in das interstellare Medium eingebettet, das vorwiegend aus extrem verdünntem Gas sowie Staub und Magnetfeldern besteht.
Die Sonne wiederum emittiert einen konstanten Strom von Partikeln, den Sonnenwind. Dieser besteht hauptsächlich aus ionisiertem Wasserstoff und Helium (Protonen, Heliumkerne und Elektronen). In einem Abstand von 1 AE von der Sonne (Umlaufbahn der Erde) beträgt die Teilchendichte des Sonnenwindes ein bis zehn Teilchen pro Kubikzentimeter.  Der Sonnenwind mit seinen elektrisch geladenen Teilchen und dem mitgeführten interplanetaren Magnetfeld verdrängt das interstellare Medium und bildet eine „Blase“ um die Sonne. Diese Blase ist die Heliosphäre.
Das Sonnensystem bewegt sich mit einer Geschwindigkeit von etwa 23 km/s durch das interstellare Medium, aus der Richtung des Sternbilds Stier kommend in die Richtung des Sternbilds Skorpion. Dadurch entsteht ein „Fahrtwind“ (interstellarer Wind). Ob und in welchem Maße die Heliosphäre dadurch verformt wird – vorne eingedrückt ist und hinten einen „Helioschweif“ (engl. heliotail) ausbildet – ist noch weitgehend unklar.

## Aufbau
Die Heliosphäre wird durch zwei Grenzen strukturiert:
- Randstoßwelle[6] (engl. termination shock) – der Sonnenwind fällt unter Schallgeschwindigkeit,[Anm. 1] es tritt eine Stoßwelle auf.
- Heliopause – der Sonnenwind und das interstellare Medium treffen aufeinander und werden gestoppt. Die ionisierten Partikel der Sonne und des interstellaren Mediums stehen im Druckgleichgewicht.

Für den Bereich innerhalb der Randstoßwelle gibt es keine besondere Bezeichnung. Der Bereich zwischen Randstoßwelle und Heliopause wird Heliohülle (engl. heliosheath) genannt. Jenseits der Heliopause endet definitionsgemäß die Heliosphäre, und der interstellare Raum beginnt.

### Innerer Bereich
Im inneren Bereich der Heliosphäre bewegt sich der Sonnenwind unbeeinflusst durch den Raum, da er mit Überschallgeschwindigkeit strömt, d. h. seine Strömungsgeschwindigkeit ist größer als die Geschwindigkeit, mit der sich Störungen der Dichte bzw. des Druckes im Plasma fortbewegen (Schallgeschwindigkeit). Nur elektrisch neutrale Atome aus dem interstellaren Medium und ein geringer Teil der galaktischen kosmischen Strahlung können so weit in die Heliosphäre eindringen. Abgesehen von den wenigen Partikeln, die das schaffen, stammt die gesamte Teilchenmenge dort von der Sonne.

### Randstoßwelle(termination shock)

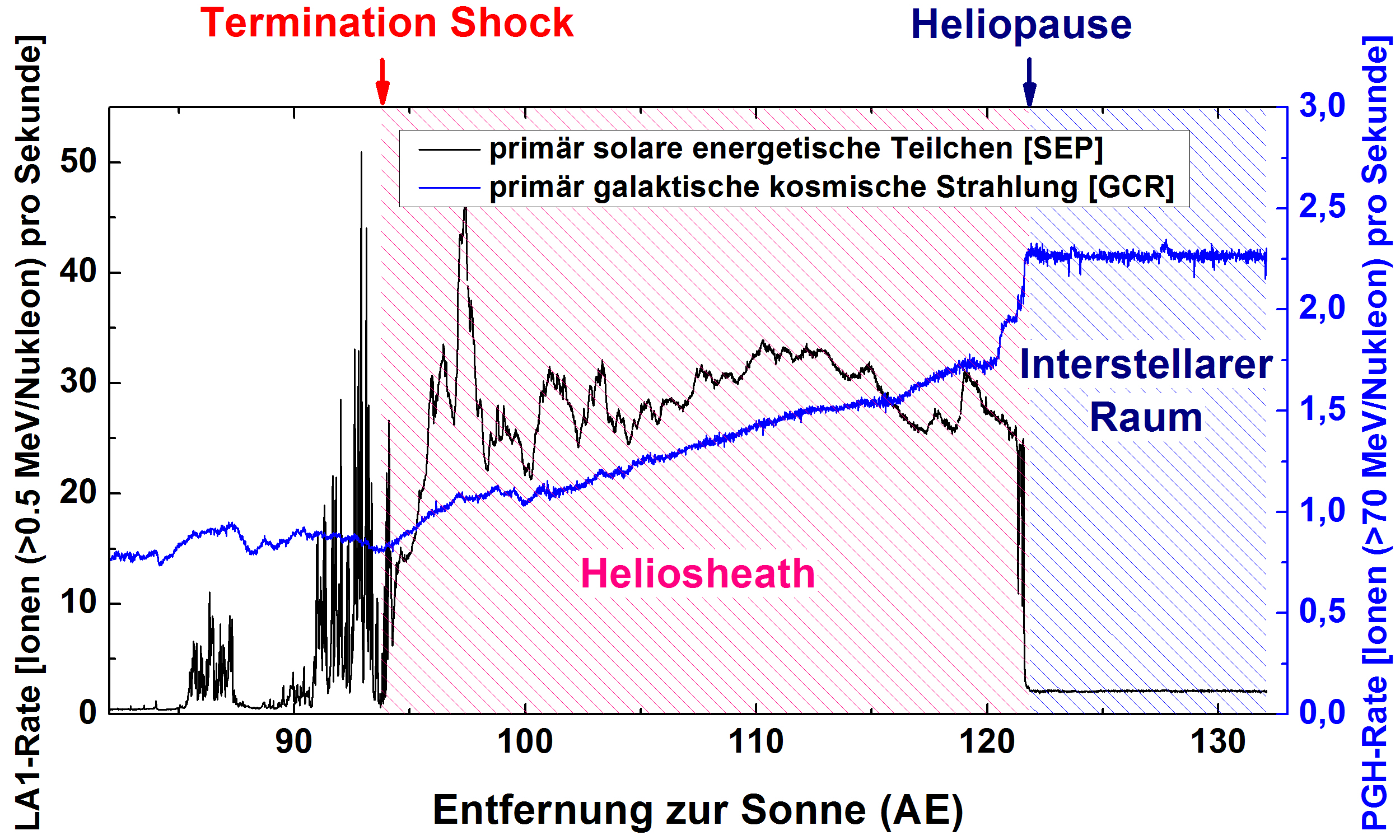
Veränderung des Teilchenflusses an der Randstoßwelle (termination shock) und an der Heliopause, gemessen von Voyager 1

An der Randstoßwelle sinkt die Strömungsgeschwindigkeit unter die Schallgeschwindigkeit, sodass zum ersten Mal eine Beeinflussung durch das interstellare Medium auftritt. Die Partikel des Sonnenwindes werden abrupt abgebremst – in niedrigen Breiten (d. h. nahe der Ekliptik) von ca. 350 km/s auf ca. 130 km/s. Durch dieses Abbremsen und das weitere Nachströmen von Materie verdichtet und erhitzt sich das Medium des Sonnenwindes. Als Folge kommt es zu einem deutlichen Anstieg des Magnetfeldes.
Die Raumsonde Voyager 2 maß beim Durchqueren der Randstoßwelle einen sprunghaften Anstieg der Temperatur von ca. 11 000 K auf 180 000 K, was allerdings deutlich unter den Vorhersagen einiger Modelle lag, die Temperaturen von einigen Millionen Kelvin vorhergesagt hatten. Zusammen mit den Ergebnissen der STEREO-Sonden ergab sich, dass 70 % der Bewegungsenergie des Sonnenwindes nicht in Wärme übergehen, sondern in die Ionisation von dort angetroffener Materie. Dies könnten elektrisch neutrale Wasserstoffatome sein, die mit einer Geschwindigkeit von etwa 25 km/s in die Heliohülle eingedrungen und bis zur Randstoßwelle vorgestoßen sind.
Voyager 1 wurde beim Vorbeiflug am Saturnmond Titan 34° nördlich aus der Ekliptikebene abgelenkt und erreichte die Randstoßwelle bei 94 AE Entfernung von der Sonne; Voyager 2 hingegen, die am Neptun 26° südlich abgelenkt wurde, erreichte sie schon bei 84 AE Entfernung. Eine mögliche Erklärung für diesen Unterschied ist, dass das interstellare magnetische Feld die südliche Hälfte der Heliosphäre nach innen drückt und die nördliche Hälfte nach außen wölbt. Eine andere mögliche Ursache ist die variable Sonnenaktivität, da die Messungen der beiden Voyagersonden im Abstand von drei Jahren vorgenommen wurden.
Ebenso zeigte sich am Beispiel von Voyager 2, dass die Randstoßwelle keine konsistente feste Grenze, sondern ein dynamisches Ereignis ist, das sich ähnlich der Brandung an einem Strand verhält. So gibt es Dichteschwankungen im Sonnenwind, hervorgerufen durch koronale Massenausbrüche oder Überlagerung der schnellen und langsamen Sonnenwinde, die mit den Wellen im Meer vergleichbar sind und somit weiter in die Heliohülle hinausreichen. Durch die differentielle Rotation der Sonne und die große Entfernung von der Sonne können so in kurzen Abständen große Sprünge in der absoluten Entfernung von der Sonne möglich sein. Voyager 2 passierte die Randstoßwelle innerhalb einiger Tage fünf Mal, bevor sie am 30. August 2007 endgültig durchschritten war.

### Heliohülle(heliosheath)
Jenseits der Randstoßwelle befindet sich die Heliohülle (heliosheath), in deren Bereich weiterhin Sonnenwindteilchen vorkommen, nun jedoch mit einer reduzierten Strömungsgeschwindigkeit bei höherer Dichte und Temperatur. Dieser Bereich wird noch vom Sonnenwind dominiert, aber es mischen sich Partikel des lokalen interstellaren Mediums hinein. Messungen der Voyager-Raumsonden ergaben, dass sich in der Heliohülle eine Art „Schaum“ aus magnetischen Blasen mit einem Durchmesser von typischerweise 1 AE befindet, in denen die geladenen Partikel des Sonnenwinds gefangen sind.
Aufgrund von Modellrechnungen und Beobachtungen an anderen Sternen wurde lange angenommen, dass die Heliohülle in Richtung der Eigenbewegung der Sonne nur 10 AE dick sei, während sie in entgegengesetzter Richtung vom interstellaren Wind zu einem langen „Helioschweif“ von bis zu 100 AE verformt werde. Messungen der Sonde IBEX im Jahr 2013 gaben Hinweise auf einen Helioschweif mit einer kleeblattförmigen Struktur, als deren Ursache die ungleichmäßige Aktivität der Sonne während ihres 11-jährlichen Zyklus angenommen wurde. Kombinierte Langzeitmessungen mit den Raumsonden Voyager 1 und 2, Cassini und IBEX legen andererseits nahe, dass die Heliohülle eher kugelförmig ist. Grund sei das mit etwa 0,5 Nanotesla unerwartet starke interstellare Magnetfeld, das die Heliosphäre in Form hält. Hinzu kommt, dass elektrisch neutrale Teilchen ungehindert in die Heliosphäre eindringen können und durch Wechselwirkung mit Sonnenwindteilchen geladen werden. Solche hochenergetischen „Pick-up-Ionen“ wurden von der Raumsonde New Horizons nachgewiesen und könnten bewirken, dass die Heliosphäre in einem gewissen Energiebereich eher die Form eines Croissants hat.

### Heliopause

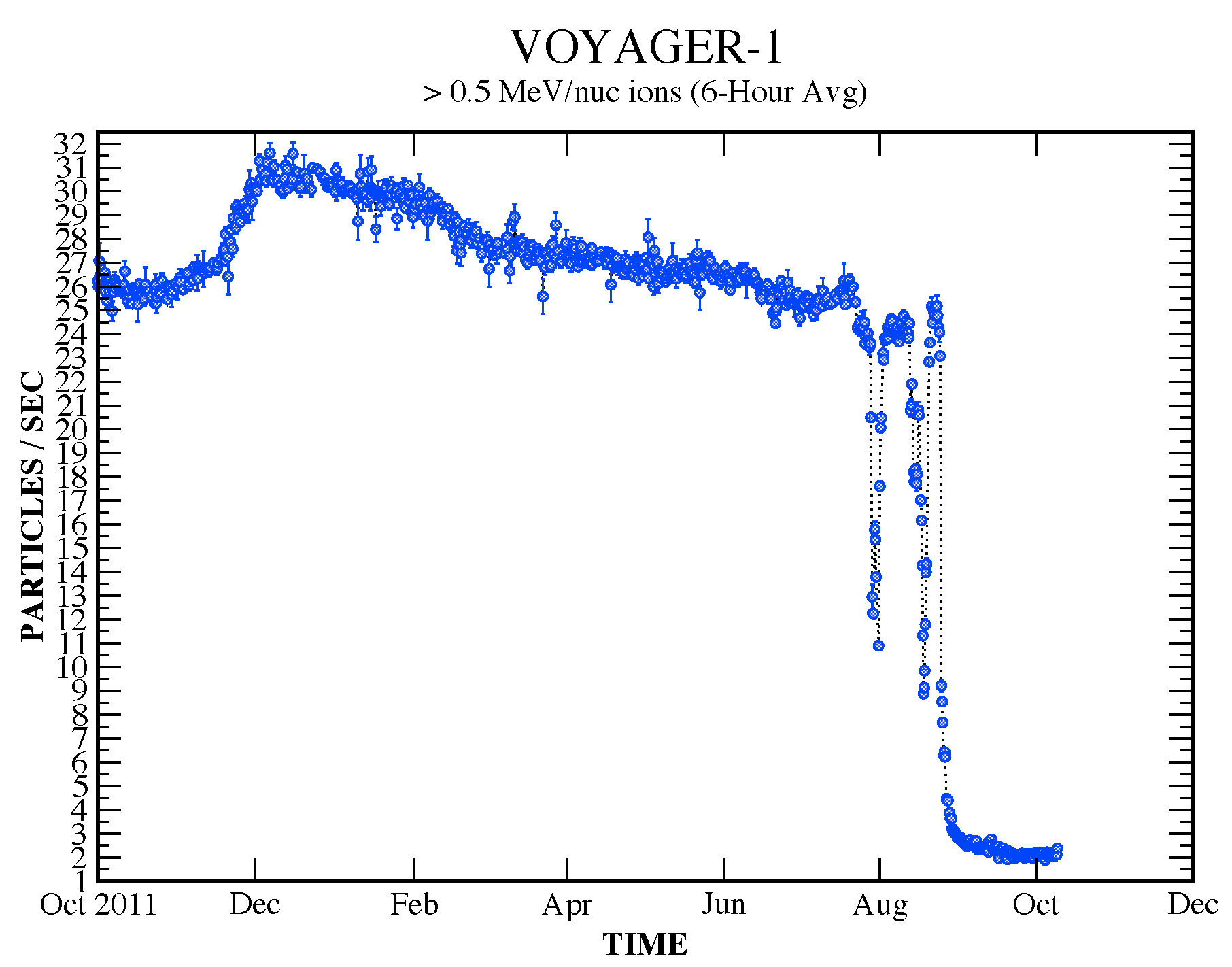
Sonnenwind, gemessen von Voyager 1. Als die Sonde im August 2012 die Heliopause erreichte, sank die gemessene Teilchenrate schlagartig ab.

Die Heliopause ist die äußerste Grenze der Heliosphäre. Dahinter beginnt definitionsgemäß der interstellare Raum. Der Sonnenwind übt nun keine materiellen Einflüsse auf das interstellare Gas mehr aus. Die Partikel des Sonnenwindes vermischen sich mit dem interstellaren Gas und haben keine erkennbare herausstechende Strömungsrichtung im Vergleich mit dem die Heliosphäre umgebenden Gas.
Voyager 1 passierte die Heliopause um den 25. August 2012 in einem Abstand von 121,7 AE von der Sonne. Dabei verzeichneten die Messgeräte einen dramatischen Abfall der Zählrate solarer Teilchen um mehr als einen Faktor 100 sowie einen signifikanten Anstieg energiereicher kosmischer Strahlung. Voyager 2 erreichte die Heliopause am 5. November 2018 im Abstand von 119,0 AE. Das Plasmaspektrometer verzeichnete dabei einen scharfen Abfall der Geschwindigkeit solarer Teilchen. In radialer Richtung (aus dem Sonnensystem heraus) wurde der Sonnenwind komplett gestoppt. Mit Voyager 1 konnte diese Messung nicht durchgeführt werden, da das Plasmaspektrometer der Sonde bereits in den 1980er Jahren komplett ausgefallen war.
Voyager 2 durchquerte die Heliopause innerhalb von nur einem halben Tag, verzeichnete also eine dünne, stabile Grenzschicht. Voyager 1 hingegen hatte schon fast zwei Jahre vor der Passage der Heliopause ein Abflauen der Plasmaströme registriert und danach Turbulenzen im umgebenden interstellaren Plasma – ein Indiz für eine instabile, aber dicke Grenzregion. Grund für den Unterschied könnte die zeitlich schwankende Sonnenaktivität sein. Nach Messungen von Voyager 1 waren die magnetischen Feldlinien der Heliosphäre mit denen des interstellaren Raumes verbunden. Entlang einer so entstandenen „magnetischen Autobahn“ (magnetic highway) können geladene Teilchen aus dem Sonnensystem in den interstellaren Raum gelangen und umgekehrt. Voyager 2 fand keine solche Verbindung vor, aber eine magnetische Barriere diesseits der Heliopause, die sich vermutlich mit dem Zyklus der Sonnenaktivität jeweils neu aufbaut und als zusätzliche Abschirmung gegen galaktische kosmische Strahlung wirkt.
Die Heliopause wird manchmal als „Grenze des Sonnensystems“ bezeichnet. In der Tat liegen die Umlaufbahnen der bekannten Planeten weit innerhalb der Heliosphäre (Neptun als äußerster Planet mit 30 AE), und Gleiches gilt für Pluto und den Kuipergürtel allgemein (30–50 AE). Mittlerweile sind aber transneptunische Objekte gefunden worden, deren Orbits über die Heliopause hinaus reichen, und noch viel weiter entfernt befindet sich die von Astrophysikern vermutete Oortsche Wolke. Eine Schwerkrafteinwirkung der Sonne ist auch bei diesen Objekten noch gegeben, daher ist es nicht allgemein akzeptiert, die Heliopause als Grenze zu definieren.

### Jenseits der Heliopause
Lange wurde vermutet, dass sich – wie bei anderen Sternen beobachtet – jenseits der Heliopause eine weitere Stoßfront bildet, die Bugstoßwelle (bow shock), wo der interstellare Wind von Über- auf Unterschallgeschwindigkeit abgebremst wird. Nach neueren Erkenntnissen bewegt sich jedoch das Sonnensystem relativ zum interstellaren Medium mit weniger als Schallgeschwindigkeit. Demnach gibt es keine Bugstoßwelle, sondern nur eine Bugwelle, in der sich das interstellare Gas staut und seitlich abgelenkt wird.
Man vermutet in dieser Region eine Zone erhöhter Dichte von elektrisch neutralem interstellarem Gas, die so genannte Wasserstoffwand (hydrogen wall). Einen ersten Hinweis darauf lieferte 1996 die Spektralanalyse des Lichts von Alpha Centauri (später auch bei anderen Sternen): Hier fand man doppler-verschobene Absorptionslinien von Wasserstoff im ultravioletten Bereich (Lyman-α-Linie), die als Absorption in der Wasserstoffwand gedeutet werden. Aus langjährigen Messungen der Raumsonde New Horizons seit 2007 ergibt sich ein Überschuss von ultraviolettem Licht von ca. 40 Rayleigh Stärke, den man als UV-Licht solaren Ursprungs interpretiert, das von der Wasserstoffwand rückgestreut wird. Zuvor hatte es von den Voyager-Sonden ähnliche Hinweise gegeben.

## Erforschung

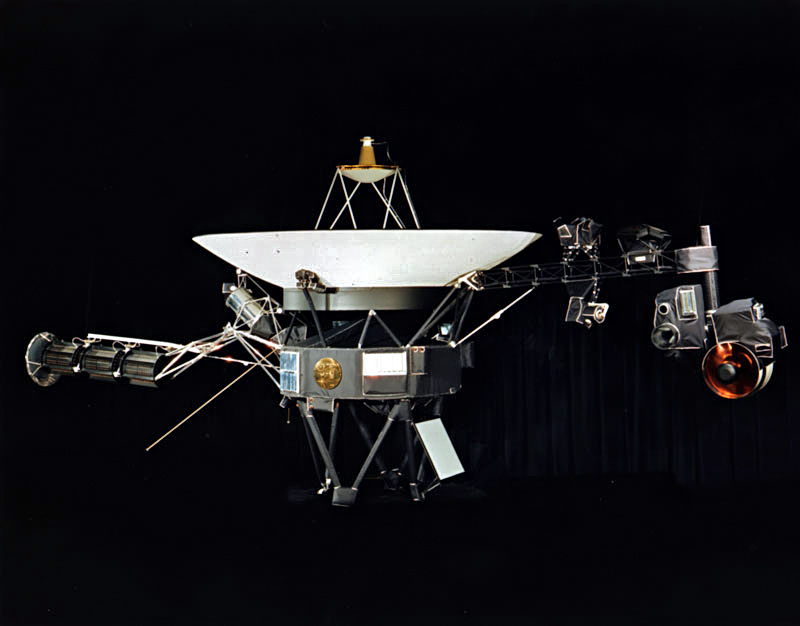
Voyager 1 ist das erste von Menschen entwickelte Objekt, das die Heliohülle vor Ort untersuchte.

Die Erforschung mit Raumsonden vor Ort ist schwierig, weil immense Distanzen überwunden werden müssen, obendrein gegen die bremsende Gravitationskraft der Sonne. Die beiden Sonden des Voyager-Programms sind die einzigen von Menschen gebauten Objekte, die funktionsfähig in die Heliohülle eingedrungen sind. Obwohl sie durch mehrere Swing-by-Manöver beschleunigt wurden, brauchten sie hierfür mehr als ein Vierteljahrhundert; die Heliopause erreichten sie nach 35 bzw. 41 Jahren. Pioneer 10 und 11 lieferten Daten bis zu einer Entfernung von 63 AE bzw. 35,6 AE, bevor der Kontakt zu ihnen abbrach. Ob New Horizons noch ausreichend Energie hat, wenn die Sonde ca. 2035 die Randstoßwelle erreicht, ist unsicher.

### Voyager-Programm

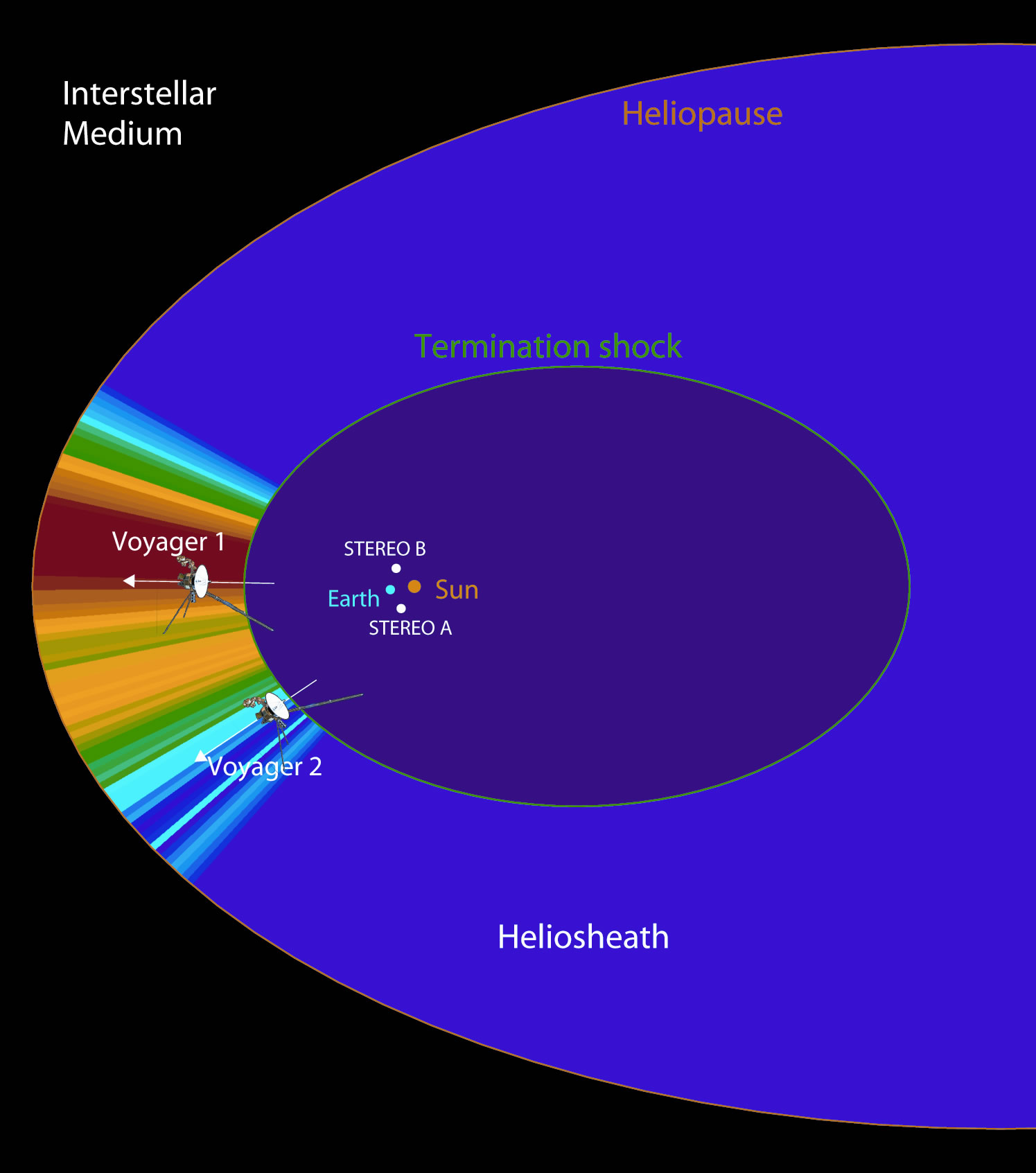
Erforschung der Heliohülle durch STEREO. Der Farbcode stellt die Intensität hochenergetischer Atome dar. In der Richtung, in die sich das Sonnensystem bewegt, ist sie deutlich erhöht.

Die beiden Voyager-Sonden wurden 1977 gestartet. Sie waren nur für die Erforschung der äußeren Planeten und eine Lebensdauer von wenigen Jahren konzipiert, blieben aber weit länger funktionstüchtig. Mit ihren Detektoren für Magnetfelder, kosmische Strahlung, Plasmateilchen (nur Voyager 2) sowie Plasmawellen übermittelten die Sonden Messdaten aus der Heliohülle und dem interstellaren Raum.
Voyager 1 erreichte die Randstoßwelle am 16. Dezember 2004, Voyager 2 am 30. August 2007. Ungefähr am 25. August 2012 passierte Voyager 1 die Heliopause und trat damit in den interstellaren Raum ein; Voyager 2 folgte am 5. November 2018.

### Solar Terrestrial Relations Observatory (STEREO)
Eigentlich dafür ausgelegt, die Magnetosphäre der Erde in Verbindung mit Ausbrüchen der Sonne zu untersuchen, konnte das Solar Terrestrial Relations Observatory (STEREO) indirekt neutrale Atome aus dem interstellaren Gas nachweisen. Die Sonden detektierten hochenergetische elektrisch neutrale Atome, die vor allem aus der Richtung kamen, in die sich die Sonne bewegt. Unbeeinflusst vom Magnetfeld der Heliosphäre konnten diese Atome bis zu den STEREO-Sonden vordringen. Offenbar handelt es sich um ursprünglich geladene Teilchen (Ionen) aus dem Sonnenwind, die in der Region der Randstoßwelle auf hohe Energien aufgeheizt wurden, in der Heliohülle ihre Ladung an niederenergetische neutrale Atome aus dem interstellaren Gas verloren und zurückgestreut wurden. Dies stimmt mit den Messergebnissen von Voyager 2 überein, die jenseits der Randstoßwelle eine niedrigere Temperatur als erwartet lieferten.

### Interstellar Boundary Explorer (IBEX)
Der NASA-Forschungssatellit Interstellar Boundary Explorer (IBEX, zu deutsch etwa Erforscher der interstellaren Grenze) kartiert das interstellare Medium um die Sonne mittels der Messung neutraler Atome aus einer Erdumlaufbahn heraus. Es gab 2013 erste Hinweise auf einen Helioschweif. 2016 wurde eine Bandstruktur entdeckt, die von der Umströmung der Heliosphäre im interstellaren Magnetfeld herrühren soll. Außerdem ergab sich 2012 durch IBEX das überraschende Ergebnis, dass sich das Sonnensystem so langsam durch das interstellare Medium bewegt, dass es keine Stoßfront (Bugstoßwelle) gibt.
2016 beobachtete IBEX die Auswirkungen einer erhöhten Sonnenaktivität: In der zweiten Jahreshälfte 2014 hatten sich Dichte und Geschwindigkeit des Sonnenwindes erhöht, wodurch sein Druck um 50 % zunahm. Zwei Jahre später detektierte IBEX Sonnenwindteilchen, die den Rand der Heliosphäre erreicht hatten und von dort als neutrale Atome zurückgestreut worden waren. Modellrechnungen ergaben, dass der verstärkte Sonnenwind die Randstoßwelle um 7 AE und die Heliopause um bis zu 4 AE nach außen verschoben hatte.

## Abschirmung der galaktischen kosmischen Strahlung
Die Heliosphäre – vor allem die Heliohülle – schirmt die Erde vor ca. 3⁄4 der galaktischen kosmischen Strahlung ab. Derzeit bewegt sich das Sonnensystem im interstellaren Raum durch die Lokale Blase, die eine geringe Dichte hat. Würde die Sonne einen Bereich mit einer weitaus höheren Dichte durchqueren, könnte die Heliosphäre an der Front weiter zurückgedrückt werden. Für das Durchqueren einer Molekülwolke mit 30-mal höherer Dichte ergeben Modellrechnungen beispielsweise, dass die Heliopause in Bewegungsrichtung um einen Faktor 4–5 näher wäre. Die galaktische kosmische Strahlung würde auf der Erde um einen Faktor 1,5–3 ansteigen, die anomale kosmische Strahlung um einen Faktor 10. Diesen Umstand, wäre er jemals in den 4,5 Milliarden Jahren seit Bestehen des Sonnensystems vorgekommen, könnte man durch Untersuchung von Sedimenten nachweisen. Allerdings gibt es keine Anzeichen dafür, dass die Sonne in ihrer bisherigen Lebensspanne eine Molekülwolke durchquert hat. Ebenso ist es nicht zu erwarten, dass die Sonne in den nächsten Jahrmillionen in eine Region mit größerer Dichte eintauchen wird.